# William R. King
William Rufus DeVane King (7. dubna 1786 Sampson County, Severní Karolína – 18. dubna 1853 Selma, Alabama) byl americký právník a 13. viceprezident Spojených států.
Byl členem Sněmovny reprezentantů za Demokraty za Severní Karolínu mezi lety 1811 a 1816, senátorem byl v letech 1819–1844 a 1848–1852. V roce 1853 byl za demokratickou stranu zvolen 13. viceprezidentem USA, zatímco se na Kubě léčil s tuberkulózou. Zemřel 18. dubna 1853 v Cowahbo v Alabamě, tedy 45 dní, poté co se stal viceprezidentem USA ve vládě prezidenta Franklina Pierce. V úřadě viceprezidenta strávil třetí nejkratší dobu v historii.